# Karl Ansén
Karl Anselm Ansén (né le 26 juillet 1887 à Stockholm en Suède et mort le 20 juillet 1959 à Morgongåva) est un joueur de football international suédois, qui évoluait au poste d'attaquant.

## Biographie

### Carrière en club
Avec l'AIK Fotboll, il remporte trois titres de champion de Suède.

### Carrière en sélection
Avec l'équipe de Suède, il joue 17 matchs (pour aucun but inscrit) entre 1908 et 1915.
Il joue son premier match en équipe nationale le 12 juillet 1908 contre la Norvège et son dernier le 27 juin 1915 contre cette même équipe.
Il figure dans le groupe des sélectionnés lors des Jeux olympiques de 1908 puis de 1912. Il joue deux matchs lors du tournoi olympique de 1908 organisé à Londres et à nouveau deux matchs lors du tournoi olympique de 1912 qui se déroule dans son pays natal.

## Palmarès
AIK Fotboll
- Championnat de Suède (3) :
  - Champion : 1911, 1914 et 1916.

## Galerie de photographies

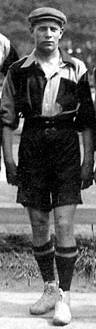
Karl Ansén en 1908 lors d'un match contre la Norvège.
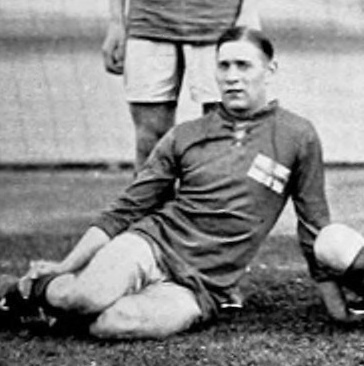
Karl Ansén en 1912.